# Markijan Kulyk

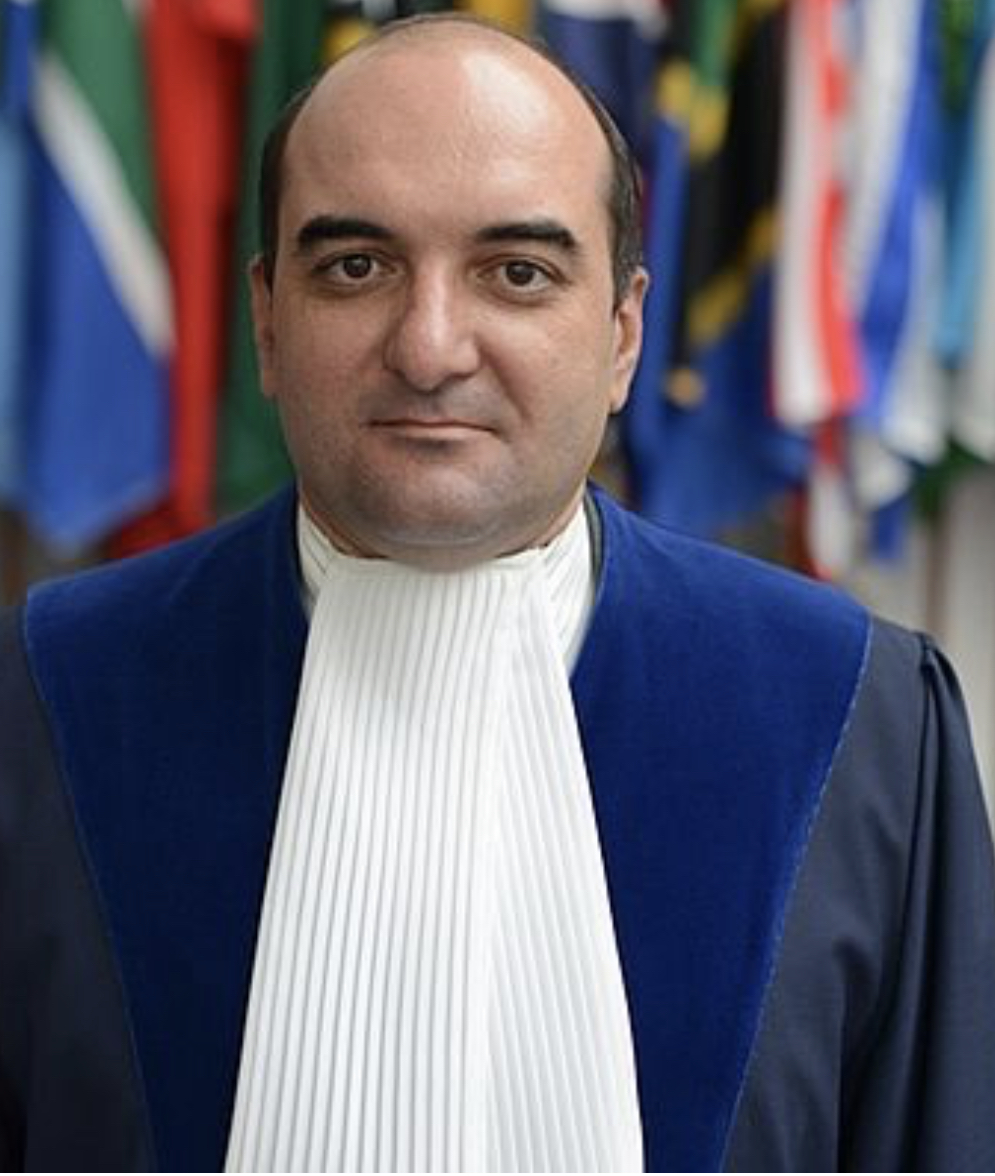
Markijan Kulyk, 2022

Markijan Sinowijowytsch Kulyk (ukrainisch Маркіян Зіновійович Кулик, englisch Markiyan Zinovijovich Kulyk; * 27. Juli 1970 in Lwiw, Ukrainische SSR, UdSSR) ist ein ukrainischer Jurist, Diplomat und Richter am Internationalen Seegerichtshof.

## Leben
Seine Ausbildung erhielt Kulyk am Staatlichen Moskauer Institut für Internationale Beziehungen, das er von 1987 bis 1992 besuchte. Bereits 1991 trat er in den Staatsdienst ein und war als juristischer Berater im Außenministerium seines Heimatlandes tätig. 1994 wechselte er in den diplomatischen Dienst und nahm einen Posten bei der Ständigen Vertretung der Ukraine bei den Vereinten Nationen an. Nach einer Tätigkeit als Berater des Präsidenten der Generalversammlung der Vereinten Nationen kehrte er ins Außenministerium zurück. 2008 promovierte er sich zum Doktor der Rechte. Von 2008 bis 2011 war Kulyk Botschafter der Ukraine in Rumänien. Seit dem 1. Oktober 2011 ist er Richter am Internationalen Seegerichtshof in Hamburg.

## Publikationen (Auswahl)
- Ways to intensify solutions to the problems of Ukraine's maritime delimination in the north-western part of the Black Sea. In: Trybuna Nr. 3–4 (2004), S. 24–27.
- Issues of the international legal regime to combat piracy in contemporary circumstances. In: Yearbook of scientific essays on the Legal State. Issue 21 (2010), S. 453.